# Volutopsius stejnegeri
Volutopsius stejnegeri — вид морских брюхоногих моллюсков из семейства Buccinidae отряда Neogastropoda. Латинский бином посвящен памяти американского зоолога Леонарда Штейнегера.
Раковина типового экземпляра имеет пять с половиной оборотов (ядро утрачено) и признаки примерно девяти неясных нерегулярных поперечных рёбер; сохранившаяся поверхностная скульптура тонкая и острая, как у Chrysodomus kroyeri; эпидермис бледно-коричневый, очень тонкий и растрескивающийся. Раковина имеет серовато-зелёный оттенок, возможно, отчасти из-за конфервойдного нароста, внутренний край устья желтоватый, горло синевато-белое, колумеллярная сторона с оттенком тускло-фиолетового. Высота раковины – 60,0; ширина последнего оборота – 40,0; устья – 28,5 мм, максимальная ширина раковины – 25,0; устья – 16,5 мм.
У Командорских островов обитает от среднего горизонта литорали до глубины 100 м на скалистых и каменистых грунтах. Тихоокеанский высокобореальный вид. Обитает у островов Прибылова, Алеутских, Командорских, северных и средних Курильских.